# محمود كلاهي (تخت بندر عباس)
محمود کلاهي (بالفارسية: محمود کلاهی) هي قرية تقع في إيران في قسم تخت الريفي. يقدر عدد سكانها بـ 195 نسمة .